# Sutopo Purwo Nugroho

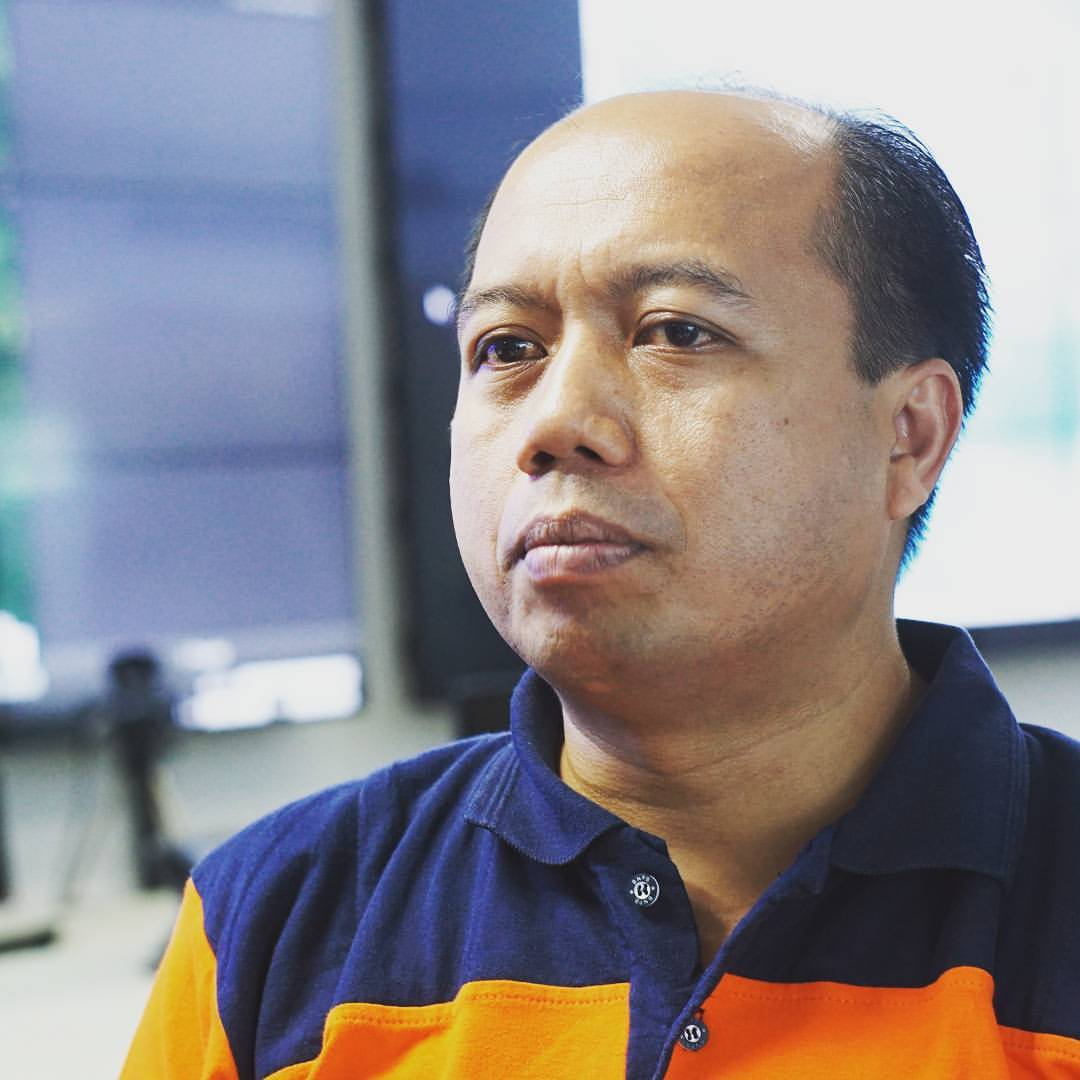
Sutopo Purwo Nugroho (2017)

Sutopo Purwo Nugroho (* 7. Oktober 1969 in Boyolali; † 7. Juli 2019) war ein indonesischer Katastrophenschutzsprecher. Er wurde in Indonesien aufgrund seiner Rolle bei der Bekanntgabe von Tsunamis und anderen Katastrophenereignissen weithin geachtet.

## Leben
Nugroho entstammte einer Familie aus armen Verhältnissen aus Zentraljava. Als Jahrgangsbester schloss er ein Geografiestudium ab. Eine Sprecherrolle für die Katastrophenschutzbehörde BNPB lehnte er zunächst lange Zeit mit Verweis auf den ihm fehlenden Kommunikationshintergrund ab, nahm sich jedoch dieser Rolle schließlich im Jahr 2010 an.
Nugroho war seit 2018 an Lungenkrebs erkrankt, was ihn jedoch nicht von Mitteilungen sogar vom Krankenbett abhielt.

## Wirken
Ungeachtet der Tages- und Nachtzeit waren es stets Nugrohos Worte, die die indonesische Bevölkerung schnell, zuverlässig und auf Basis solider Daten über Katastrophen informierten, sei es über Mitteilungen in traditionellen oder sozialen Medien. So informierte er 2018 etwa über das Lombok-Erdbeben, das Sulawesi-Erdbeben und den Tsunami auf Java und Sumatra. Zur Erhöhung der Aufmerksamkeit bediente er sich dabei mitunter humoristischer Anspielungen und einer poetischen Sprache.